# Curitiba Airport
Curitiba Airport är en flygplats i Brasilien.   Den ligger i kommunen São José dos Pinhais och delstaten Paraná, i den södra delen av landet, 1 100 km söder om huvudstaden Brasília. Curitiba Airport ligger 910 meter över havet.
Terrängen runt Curitiba Airport är platt.Runt Curitiba Airport är det tätbefolkat, med 591 invånare per kvadratkilometer.. Närmaste större samhälle är Curitiba, 14,8 km nordväst om Curitiba Airport.
Runt Curitiba Airport är det i huvudsak tätbebyggt.